# Rhaphipteroides apicalis
Rhaphipteroides apicalis – gatunek chrząszcza z rodziny kózkowatych i podrodziny zgrzypikowych. Jedyny przedstawiciel rodzaju Rhaphipteroides.

## Zasięg występowania
Ameryka Południowa, występuje w Gujanie Francuskiej.